# Međunarodni festival kazališta lutaka Zagreb
Međunarodni festival kazališta lutaka Zagreb (esp. PIF, Pupteatra Internacia Festivalo), međunarodna kazališna manifestacija u Hrvatskoj.
Ovaj festival kazališta lutaka datira iz 1968. godine. Pokrenuo ga je Studentski esperantski klub (SEK). Već prvo izdanje postiglo je odjek u javnosti i na međunarodnoj lutkarskoj pozornici. Održan je pod pokroviteljstvom UNIMA-e (Međunarodnog udruženja lutkara).
Festival je prerastao okvire SEK-a. Stoga ga od 1971. organizira Međunarodni centar za usluge u kulturi i do danas ga organizira, kao Kulturni centar Travno. Do 1994. Festival je bio vezan uz esperanto. Te ga je godine napustio dio organizacijskog tima. Dva je izdanja nakon toga doživio i u norveškom gradiću TromsØu. Od 1994. do 2006. u sklopu programa zemlja-partner predstavio je niz specifičnih lutkarskih tradicija iz gotovo svih krajeva Europe. Festivalski programi odvijali su se u Zagrebu, Sisku, Varaždinu, Velikoj Gorici, a 2000-ih su festival je redovito gostovao diljem Hrvatske. Nekoliko godina nakon napuštanja takve prakse, PIF se opet povezuje s okolnim gradovima i inim mnogim kulturnim centrima u Zagrebu, radi decentralizacije zagrebačke kulture.
1990. godine PIF je dobio maskotu – gigantsku lutku imena PIFKA. Lutka je djelo akademske slikarice prof. Mire Dulčić. Festival svake godine najavljuje povorka, a na čelu je velika PIFKA. Povorku se organizira radi sprovođenja zamisli suživota festivala s gradom i promidžbi lutkarstva među najširom publikom.
Nagrada stručnoga žirija od 1988. nosi ime Milana Čečuka.
Do danas je PIF predstavio gledateljstvu više od 650 lutkarskih predstava sa svih kontinenata. Popratni programi festivala su vanjski programi, predstavljanja knjiga i časopisa o lutkarstvu,  izložbe lutaka iz svih krajeva svijeta, lutkarske radionice, stručni simpoziji o lutkarstvu i humanitarne akcije. Planira se povezati sa sličnim festivalima u susjednim državama i fokusirati se dječju publiku: više će se izabirati predstave za djecu, organizirati natječaje poput likovnog natječaja Lutka, maska, PIF i ino. PIF posebno surađuje sa studentima glume i lutkarstva s Umjetničke akademije u Osijeku.

## Vrijeme održavanja
PIF se od svoga osnutka održava svake godine. Uobičajeni termin održavanja PIF-a je kraj mjeseca kolovoza i/ili početak rujna. 

## Mjesta održavanja
Održava se u raznim kazalištima u gradu, najčešće u Zagrebačkom kazalištu lutaka i Komediji, dok se ponekad održava i u Tvornici kulture te Zagrebačkom kazalištu mladih.

## Sudionici
Svake godine na PIF-u sudjeluje dvadesetak lutkarskih kazališta iz desetak raznih zemalja. Sudionici se odabiru selekcijom na temelju pristiglih prijava na raspisani natječaj.